# 마이크로버스트

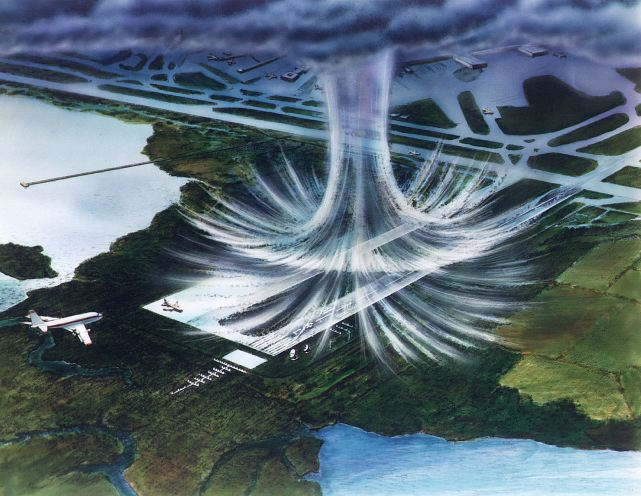
실질적인 마이크로버스트가 발생되는 배경.

마이크로버스트(microburst)는 적란운의 오른쪽에서 시작된 바람이 지표에 부딪히면 발생하는 이상기류를 말한다. 국지적이고 이동이 심하여 항공 사고의 원인이 되고 있다. 번개는 구름 속에서 커다란 얼음 입자와 작은 얼음 입자가 충돌하면 마찰에 의해 전기가 발생하여 큰 쪽은 양전기,작은 쪽은 음전기를 띤다. 적란운(積積雲)은  수직으로 생기는 구름인데, 구름 속의 수분이  있다. 적란운 혹은 뇌운이다. 
마이크로버스트의 최대 풍속은 12~14m/s이다. 1982년 미국의 뉴올리언스 공항에서 발생한 팬아메리칸 항공의 B727기 추락 사고, 1984년 4월 일본의 오키나와현에서 일어난 DC-8 여객기 사고도 역시 마이크로버스트를 원인으로 추정하고 있다.
한국에서도 2006년 4월 9일 제주도 북부 상공에 마이크로버스트와 윈드시어(고도가 낮은 곳에서 풍향과 풍속이 급변하는 현상) 등 돌풍이 나타나 국제선과 국내선의 일부가 결항한 상태가 성립된 바 있다.
실제 추락 사고의 사례는 1985년에 있었던 DL 191편 록히드 L-1011 트라이스타기 사고가 대표적이다.